# Chiasmognathus batelkai
Chiasmognathus batelkai är en biart som först beskrevs av Jakup Straka och Michael S. Engel 2012. Den ingår i släktet Chiasmognathus och familjen långtungebin. Arten finns endast på två av Kap Verde-öarna.

## Beskrivning
Arten är liten, med brett huvud. Huvud och mellankropp är svarta med undantag för delar av käkarna, som är ljusbruna till rödbruna samt antenner och ben, som är mörkbruna (föttrerna är dock ljusare), Vingarnas ribbor är brunaktiga, och bakkroppen är mörkbrun med undantag för den första tergiten, som är rödbrun i den bakre delen, mörkare så hos hanen. Behåringen är gles och gråvit. Honan är 3 till 4 mm lång, med en längd på framvingen (den längsta vingen) på 3 till 4 mm. Motsvarande mått för hanen är 3,5 till drygt 4 mm, och en framvingelängd på 3 till knappt 4 mm.
Även om arten är liten, är den den största arten i sitt släkte.

## Utbredning
Arten är endemisk för Kap Verde-öarna, och finns endast på Santo Antão och São Vicente.

## Ekologi
Chiasmognathus batelkai är en boparasit, honan lägger sina ägg i bon av det solitära biet Chiasmognathus capverdensis, ett annat långtungebi, där larven lever på det insamlade matförrådet efter det att värdägget eller -larven dödats.

## Etymologi
Arten är uppkallad efter Jan  Batelka, en entomolog som, förutom att ha bidragit till Kap Verde-undersökningen som publicerades 2012, främst studerar skalbaggar och är en vän till auktorerna.